# Veni sancte spiritus

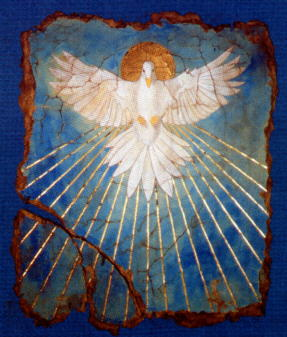
Pomba branca: a representação do Espírito Santo

Veni Sancte Spiritus, também chamada de Sequência de Pentecostes ou Sequência de Ouro (em latim Sequentia Aurea), é a sequência prescrita para a Missa de Pentecostes e sua Oitava na liturgia romana. É cantada na Missa desde Pentecostes até o sábado seguinte.
Fora encontrada em manuscritos dos séc. XI e XII e é atribuída ao Arcebispo da Cantuária (em inglês, Canterbury), Stephen Langton, que a teria composto por volta do ano de 1210 e enviado ao Papa Inocêncio III, que endossou o uso do canto na Liturgia romana sendo, por esse motivo, creditado pela composição.
Veni Sancte Spiritus é uma das quatro sequências medievais que foram preservadas no Missal Romano publicado em 1570, fruto do Concílio de Trento (1545-63).
Esta sequência, originalmente composta para canto gregoriano, ganhou versões de diversos compositores, sobretudo os renascentistas, como o polifônico Josquin des Prez e o brasileiro José Maurício Nunes Garcia

## Estrutura
A sequência se compõe de cinco estrofes duplas, feita cada de uma de três versos espondaicos. Em seu primeiro verso a primeira estrofe usa o material melódico do segundo Alleluia, sendo, portanto, sua continuação melódica; em conteúdo, é um desenvolvimento da fervorosa súplica do Alleluia. Assim, temos aqui uma Sequentia (continuação) no sentido exato desta palavra. A característica peculiar do "Veni Sancte Spiritus", todavia, é a persistência, no decorrer hino, na mesma conclusão rítmica em ium  em todas as estrofes.

## Texto e Tradução
| Veni, Sancte Spiritus, et emitte caelitus lucis tuae radium. Veni, pater pauperum, veni, dator munerum veni, lumen cordium. Consolator optime, dulcis hospes animae, dulce refrigerium. In labore requies, in aestu temperies in fletu solatium. O lux beatissima, reple cordis intima tuorum fidelium. Sine tuo numine, nihil est in homine, nihil est innoxium. Lava quod est sordidum, riga quod est aridum, sana quod est saucium. Flecte quod est rigidum, fove quod est frigidum, rege quod est devium. Da tuis fidelibus, in te confidentibus, sacrum septenarium. Da virtutis meritum, da salutis exitum, da perenne gaudium. Amen. Alleluia. | Vinde, Santo Espírito, e enviai dos céus um raio de vossa luz. Vinde, pai dos pobres, vinde, doador dos dons, vinde, luz dos corações. Consolador magnífico, doce hóspede da alma, doce refrigério. No labor descanso, no calor aragem, no pranto consolo. Ó luz beatíssima, enchei o íntimo dos corações dos vossos fiéis. Sem vosso auxílio nada há no homem, nada de inocente. Lavai o que está sujo, regai o que está seco, curai o que está enfermo. Dobrai o que é rígido, aquecei o que está frio, conduzi o que está errante. Dai aos vossos fiéis, que confiam em vós, os sete dons sagrados. Dai o mérito da virtude, dai o êxito da salvação, dai a perene alegria. Amém. Aleluia. |  |